# ولادیمیر سارگسیان
ولادیمیر سارگسیان (ارمنی: Վլադիմիր Սարգսյան؛ ۲۵ ژوئن ۱۹۳۵ – ۳ ژانویهٔ ۲۰۱۳) یک استاد دانشگاه و دانشمند اهل ارمنستان در زمینه مکانیک بود. وی از دانشگاه دولتی ایروان فارغ‌التحصیل شد.
وی دکتری علوم فیزیک و ریاضیات داشت و عضو فرهنگستان ملی علوم ارمنستان بود.
وی برنده جوایزی همچون نشان آنانیا شیراکاتسی شده‌است.